# كورجون
الكورجون (الاسم العلمي: Coregonus) هو جنس من الأسماك يتبع فصيلة سمك السلمون.

## أنواع الكورجون
- كورجون أسود الزعانف
- كورجون ألاسكا
- كورجون ألبي
- كورجون أليف الرمال
- كورجون أوروبي
- كورجون بافاري
- كورجون بيكالي
- كورجون حاد المنقار
- كورجون خريفي
- كورجون خضاري
- كورجون دانيري
- كورجون سرديني
- كورجون شبه خريفي
- كورجون عريض
- كورجون قصير المنقار
- كورجون مبيض
- كورجون مزدوج
- كورجون ملتبس
- كورجون موكسوني
- كورجون نبيل
- كورجون نمساوي
- كورجون وارتماني
- كورجون وحشي
- كورجون ويدغريني
- كورجون آرتدي أو سَيْسَك